# Industrie papetière

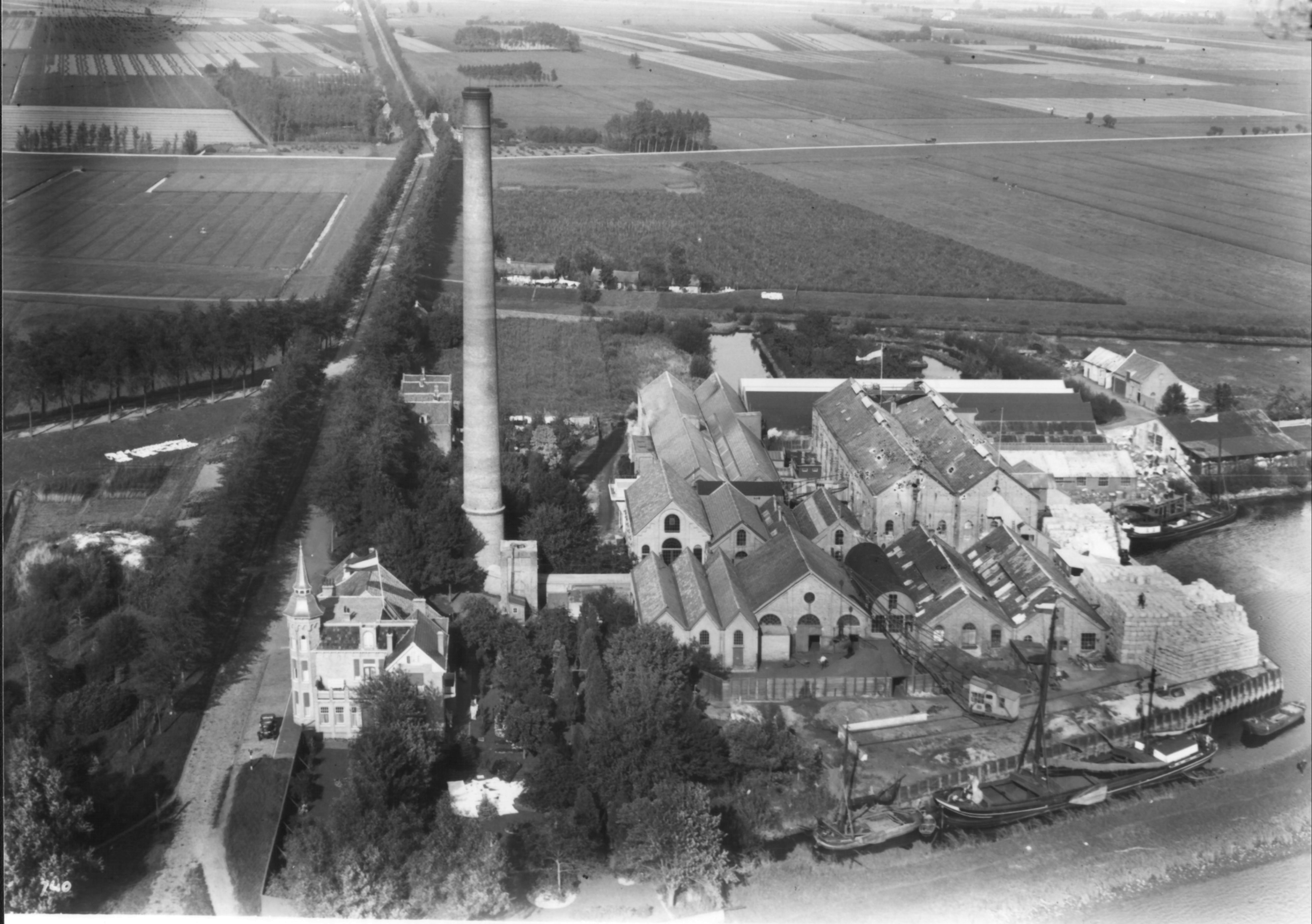
L'industrialisation s'est parfois faite sur les sites d'anciens moulins à papier, ou en bordure de canaux ou de fleuves navigables qui recevaient les effluents non traités des usines

L'industrie papetière est l'ensemble des entreprises, appelés papeteries, travaillant dans la fabrication de pâtes à papier et de papier à partir de bois, de papiers et cartons récupérés, et plus rarement d'autres fibres (paille de blé, chanvre, etc.). Ses produits permettent, en fonction de leurs caractéristiques, la fabrication de supports d'impression et d'écriture, d'emballages, d'articles d'hygiène ou d'autres matériaux de spécialité (billets de banque, revêtements stériles, etc.).
Il s'agit d'une activité industrielle lourde, au sens ou elle nécessite une grande quantité de capitaux. En effet, les machines utilisées pour la fabrication de pâtes à papiers et de papiers représentent un coût de plusieurs centaines de millions d'euros.
Le groupe américain International Paper est le 1er mondial de ce secteur, suivi du finlandais Stora Enso, qui devait devenir le plus gros propriétaire terrien de l'Uruguay en 2009.

## Histoire

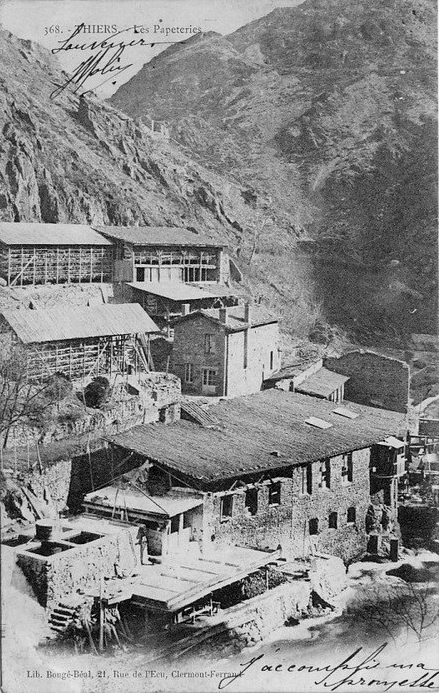
Ancienne papeterie du XIXe siècle à Thiers, remplacée au XXe siècle par une coutellerie.

### DuXIeauXVIIIesiècle
Des moulins à papier se seraient implantés en Al-Andalus (dans l'Espagne actuelle) tout au long du XIe siècle. En dehors d’Al-Andalus, une région est particulièrement connue pour son activité papetière et a fortement contribué à ce qu’on attribue à l’Espagne le statut de centre papetier. Il s’agit de Xàtiva, située au sud-ouest de Valence, considérée comme le grand centre papetier espagnol. Par la suite, la production de papier se développe en Italie au XIIIe siècle autour de Fabriano. Sa fabrication s'appuie sur la chiffe (les chiffons de chanvre ou de lin qui sont jetés). Ceux-ci sont récupérés par des chiffonniers, qui les vendent aux papetiers. Les chiffes sont ensuite découpées en petits morceaux, lavées, et laissées à macérer dans des cuves pour plusieurs semaines. Elles sont ensuite foulées et battues à l'aide de maillets et pilons.
Cette pâte est ensuite délayée dans de l'eau, et la feuille de papier est obtenue grâce à une forme, trempée dans le mélange, qui sera ensuite séchée et pressée pour évacuer l'eau et solidariser les fibres entre elles. La dernière étape avant la préparation commerciale consiste à joindre une colle, souvent d'origine animale, pour que la feuille puisse accueillir l'encre sans être un buvard.
Ce n'est qu'à partir des années 1900, que la chiffe devient de moins en moins utilisée. L’arrivée d'autre matières premières telles que le coton ont mis en péril son utilisation, ce qui lui a valu au fil des années après l'apparition de taxes, l'arrêt total de sa production.
Ainsi de nos jours, la fabrication artisanale de papier avec du lin ou du chanvre est devenue une activité rare. Elle dénombre seulement qu'une dizaine de producteurs en France. Cependant, de plus en plus de personnes se rendent compte de la qualité de la fibre de lin ou de chanvre, que ce soit au niveau de sa résistance, au niveau de son recyclage, ou encore au niveau de la qualité qu'elle apporte aux papiers dans leurs textures.

### XXesiècle

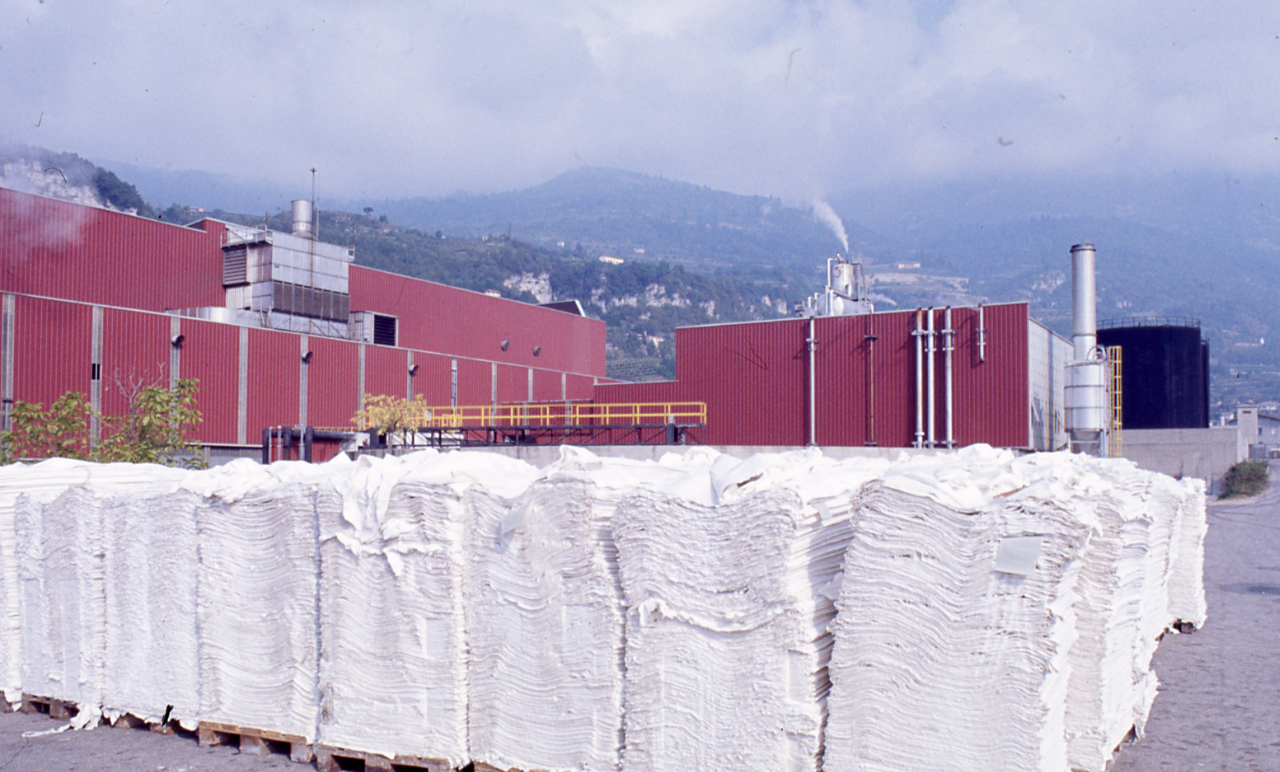
Paolo Monti, 1980

En 1920, deux firmes canadiennes sont en tête pour les performances de production : l'Abitibi Power and Paper et la Belgo Paper.
À l'époque, l'industrie du papier est encore fragmentée en France. C'est la Chapelle Darblay à Grand-Couronne et Beghin à Corbehem et le groupe des "Papeteries Navarre" qui produisent la majorité du papier continu. D'autres firmes plus petites, comme ARJOMARI (regroupement de quatre papeteries de Seine-et-Marne) et les papeteries de France à Lancey, sont plus spécialisées dans des produits plus manufacturés, mais qui nécessitent néanmoins des machines performantes.
Dans les années 1990, avec la montée en puissance des groupes de défense de l'environnement, les papeteries nord-américaines ont pris le virage écologique. Elles ont commencé à fabriquer différents produits contenant des fibres recyclées.
Cette période a aussi marqué le début d'une ère d'intégration, les plus grandes achetant les plus petites.

### XXIesiècle
En 2009, profitant d'un programme fédéral destiné à réduire la dépendance des États-Unis aux carburant fossiles, plusieurs importantes sociétés papetières américaines ont reçu de l'argent du gouvernement fédéral. Elles profitent d'une loi sur le transport en ajoutant du gazole à leurs produits de papier. En effet, la « liqueur noire » obtenue après traitement chimique de la pulpe de bois possède une forte concentration de carbone : elle sert de combustible. En ajoutant du diesel, elle devient un combustible couvert par le programme fédéral américain. Les dix plus grandes sociétés papetières américaines pourraient recevoir jusqu'à 8 milliards de dollars pour l'année 2009 seulement,.
En mai 2009, le no 2 mondial de l'industrie papetière, Stora Enso, a annoncé qu'il rachèterait la firme Stora Enso avec le groupe chilien Arauco, pour un montant de 256 millions d'euros. Cela ferait de cette coentreprise, partagée 50-50 entre Stora Enso et Arauco, la plus grande propriétaire terrienne d'Uruguay, avec 130 000 hectares de terres, soit près de la moitié du total des propriétés terriennes de Stora Enso. Stora Enso disposait déjà de plantations et d'un moulin conjointement avec Arauco au Brésil, à Arapoti (Paraná).
Vu l'évolution opposée de l'édition graphique, des papiers de journaux, d'une part et de la livraison à domicile d'autre part, les grands groupes ont transformé des lignes de production de papier en lignes de production de carton et ont fermé des usines de papier. La réduction des capacités de production de papier aggrave les pénuries, fait grimper les prix et  accroît les marges des producteurs.
Par exemple, en 2000, selon la Copacel, la part de la presse et de l’édition représentait 44,8 % de la production de papiers et cartons en France, contre 45,9 % pour les emballages et conditionnements. Dans les années 2020, la production « graphique » est tombée à 17,4 % contre 66,4 % pour le carton
En octobre 2021, Stora Enso et UPM sont soupçonnées d’entente dans la production de la pâte à papier par l'Union européenne  et font l'objet  d'une perquisition, d'autres entreprises finlandaises du secteur sont concernées. La Commission européenne enquête sur une entente possible entre les grands groupes

## Produits
La fabrication du papier se fait en deux étapes :
1. La fabrication (mécanique, thermo-mécanique...) de pâte à papier (puis son éventuelle déshydratation et transport à distance par bateau ou camion) ; Il existe des pâtes spéciales (fabriquées à partir d'autres matières que le bois et les vieux papiers, pâtes à dissoudre..)[12]
2. La fabrication du papier (pouvant intégrer pour tout ou partie de la pâte de papier-carton recyclé).

Classes de papiers/cartons

Elles  sont définies selon les principaux composants entrant dans la composition de la pâte (qui influe aussi sur la charge polluante des effluents rejetés et la future recyclabilité du matériau
En France les classes s'organisent comme suit  :
|                                      | Plus de 90 % de Fibres neuves | Plus de 90 % de « vieux papiers » |
| ------------------------------------ | ----------------------------- | --------------------------------- |
| Sans charge ni produits de couchage  | Classe 1                      | Classe 4                          |
| Avec charges ou produits de couchage | Classe 2                      | Classe 5                          |
| Avec charges et produits de couchage | Classe 3                      | Classe 6                          |

Des sous-catégories existent selon le taux de vieux papiers.
On parle aussi de papiers spéciaux qui font l'objet en France d'une codification professionnelle des papiers et cartons faite par la COPACEL (Confédération française de l'industrie des papiers, cartons et celluloses ; organisme agréée en tant qu'organisme professionnel pour l'exécution de statistiques industrielles en vertu de l'arrêté du 16 juillet 1962, modifié par l'arrêté du 9 janvier 1985) :
| Intitulé (papiers spéciaux)                                                                                                | Code (ou classe)    |
| --- | ------------------- |
| Papiers à usages industriels et spéciaux                                                                                   | classes 5000 à 5999 |
| Papiers d'emballage calandrés et supercalandrés : - celluloses d'emballages cristallisés - papiers cristals                | 1351 1352           |
| Autres emballages supérieurs ou spéciaux : - ingraissables (greaseproof) - non-ingraissables (imitation greaseproof)       | 1361 1362           |
| Papiers à usage graphique : - support photographique ; - titre (fabriqué sur forme ronde) ;                                | 339-92 339-86/87    |
| Cartons à l'enrouleuse : - celluloderme amiante (60 % au minimum de cellulose) ; - celluloderme divers (autres que gris) ; | 4772 4781           |
| Papiers à cigarettes | classe 5207         |

### Pâte à papier
La « pâte à papier », ou tout simplement la « pâte », est principalement composée de fibres de cellulose issues du bois.
On distingue :
1. la pâte vierge. Elle est fabriquée à partir de bois par des procédés chimiques ou mécaniques visant à séparer la fibre de cellulose des autres constituants du bois (notamment la lignine et les hémicelluloses).
2. La pâte recyclée ; elle est obtenue par dilution des papiers et cartons récupérés dans de grandes quantités d'eau, puis par séparation/extraction des éléments non cellulosiques (autres déchets contenus dans les balles de papiers et cartons récupérés, colles, encres, agrafes, etc.).

Ses caractéristiques physico-chimiques sont déterminantes pour la production de papier, l'une des principales étant la longueur des fibres de cellulose :
- Les fibres courtes proviennent des arbres feuillus et confère une grande opacité au papier, ce qui est une caractéristique appréciée pour les supports d'impression et d'écriture.
- Les fibres longues apportent une grande résistance mécanique au papier, caractéristique intéressante pour l'emballage.

### Papier
Le « papier », au sens générique du terme, désigne à la fois le papier et le carton (qui se caractérise généralement par un grammage ou une rigidité plus élevés). Cependant, aucune caractéristique physico-chimique ne permet de distinguer le carton du papier. Les normes internationales ne distinguent pas ces deux termes comme représentant deux matériaux différents.
On classe aussi les papiers selon leur usage :
- Les papiers à usage graphique : ce sont les supports de la communication, de la littérature, de la connaissance et de l’information. On distingue le papier journal et magazine d’une part, et les papiers d’impression-écriture d’autre part (utilisés dans l’édition, la publicité, la bureautique, la correspondance, etc).
- Les papiers et cartons d'emballage et de conditionnement : ils sont destinés à contenir, protéger et conserver les produits de grande consommation autant que les articles de luxe, si besoin de manière décorative. On distingue les papiers pour ondulé qui servent à la fabrication du carton ondulé, les papiers d’emballage souple et les cartons plats.
- Les papiers d'hygiène : également dénommés papiers « tissue », ils entrent dans la fabrication du papier toilette, de l’essuie-tout, des mouchoirs, des couches et sont destinés à l’hygiène de la personne comme au maintien de la propreté.
- Les papiers industriels et spéciaux : ils désignent les papiers et cartons qui n'entrent pas dans les catégories ci-dessus. ils font généralement appel à des techniques de fabrication de pointe pour différents types d’usage, tels les usages fiduciaires (papiers d’identité, billets de banque, etc), les usages graphiques spécifiques (papiers transferts, papier calque, etc.), les usages industriels (papiers pour stratifié, papiers abrasif, etc.), et d’autres usages spécifiques (papiers à cigarettes, filtre, etc.).

La confection d'articles à base de papier correspond aux activités de transformation (découpage, conditionnement...).

## Papier et déforestation
Dans l'inconscient collectif, la production de papier est bien souvent associée à l'artificialisation (monocultures de pins ou d'eucalyptus par exemple) et voire à une surexploitation des forêts (déforestation). Cette conception doit être nuancée, y compris selon les régions et pays et le type de papier ; l'Organisation des Nations unies pour l'alimentation et l'agriculture (FAO) identifie l'agriculture comme le principal responsable de la déforestation dans le monde. Viennent ensuite l'utilisation de bois de chauffage et l'exploitation du bois comme matériau.
Comme le souligne l'ADEME, contrairement aux idées reçues, le papier provenant de pâte vierge n'implique pas de déforestation, tout comme l'utilisation de papier à base de fibres recyclées ne garantit pas une meilleure gestion des forêts.
Par ailleurs, une grande partie (1/3 pour la France) du bois utilisé pour la production de pâte vierge provient de chutes de sciages[réf. nécessaire]. On parle de Produits Connexes de Scierie (PCS). En effet, la production de bois de sciage pour l'ameublement et la construction génère des déchets de bois impropres à une utilisation comme matériau, mais qui (hors écorce) convient parfaitement à la production de pâte à papier. Le reste de l'approvisionnement de l'industrie papetière est principalement constitué de bois issu de coupes sylvicoles d'éclaircies.
La plus grande usine de pâte à papier et papier au monde appartiendrait au groupe Asia Pacific Resources International Holdings Limited, en Indonésie.

## Typologie
L'industrie papetière est classée comme : 
- industrie lourde,
- industrie très consommatrice d'énergie. Les rendements ont été améliorés par la cogénération (production combinée d'électricité et de chaleur). La vapeur ainsi produite servira au chauffage des rouleaux séchant et pressant le papier. La source primaire d'énergie, c'est-à-dire le gaz, est brûlé dans un moteur à gaz ou une turbine à gaz.
- industrie soumise aux quotas d'émissions de gaz à effet de serre et au marché du carbone et des droits à polluer.
- industrie très consommatrice d'eau. C'est pourquoi les usines sont souvent situées en bordure de cours d'eau ou au-dessus d'une nappe phréatique accessible.

## Spécialisation
La transformation du bois, de fibres recyclées ou d'autres fibres en papier pouvant être un procédé extrêmement complexe, les entreprises tendent depuis les années 1980 à se spécialiser dans différents créneaux :
- pâte à papier, papier recyclé ;
- carton (couché, ondulé, à l'enrouleuse, etc.) ;
- papier (fin, d'emballage, kraft ou fort, journal, etc.) ;

Par simplification, les usines de production qui appartiennent à ces sociétés sont souvent nommées papeteries.

## Les plus importantes entreprises
| Rang | Entreprise                     | Pays           | Production (1 000 tonnes) |
| ---- | ------------------------------ | -------------- | ------------------------- |
| 1    | International Paper            | États-Unis     | 11 922                    |
| 2    | Stora Enso                     | Finlande       | 10 812                    |
| 3    | UPM                            | Finlande       | 9 914                     |
| 4    | Svenska Cellulosa Aktiebolaget | Suède          | 8 948                     |
| 5    | Smurfit Kappa                  | Irlande        | 7 650                     |
| 6    | Nippon Paper                   | Japon          | 7 292                     |
| 7    | Nine Dragons Paper             | Chine          | 7 280                     |
| 8    | Sappi                          | Afrique du Sud | 6 900                     |
| 9    | Oji Paper                      | Japon          | 6 861                     |
| 10   | Smurfit-Stone Container        | États-Unis     | 5 896                     |
| 11   | Produits forestiers Résolu     | Canada         | 5 318                     |
| 12   | NewPage                        | États-Unis     | 4 400                     |
| 13   | Norske Skog                    | Norvège        | 3 998                     |
| 14   | Mondi                          | Afrique du Sud | 3 697                     |
| 15   | Temple-Inland                  | États-Unis     | 3 660                     |
| 16   | Lee & Man Paper                | Chine          | 3 500                     |
| 17   | Domtar                         | Canada         | 3 482                     |
| 18   | Chenming Paper                 | Chine          | 3 350                     |
| 19   | Cascades                       | Canada         | 3 330                     |
| 20   | Siam Cement                    | Thaïlande      | 3 191                     |

## Convention collective et code APE en France
La Convention Collective Nationale française régissant la profession se nomme Fabriques d'articles de papeterie et de bureau. L'accord constitutif date du 24 novembre 1992 et la publication au JORF : le 16 juillet 1994.
Les partenaires sociaux signataires sont:
- pour l'organisation patronale, la fédération des syndicats de fabricants d'articles de papeterie ;
- pour les syndicats de salariés :
  - F.I.L.P.A.C.-C.G.T. - Fédération des industries du livre et du papier carton ;
  - F.U.C.-C.F.D.T ;
  - Fédération française des syndicats de la communication graphique écrite et audiovisuelle (C.F.T.C.) ;
  - Fédération force ouvrière du papier carton ;
  - Syndicat national F.I.B.0.P.A.-C.F.E.-C.G.C. du personnel d'encadrement de la filière bois-papier.

Les codes APE sont tous les codes de la division 17 (industrie du papier et du carton) dans la nomenclature d’activités française (NAF 2008) :
- 17.11Z : fabrication de pâte à papier ;
- 17.21A : fabrication de carton ondulé ;
- 17.21B : fabrication de cartonnages ;
- 17.21C : fabrication d’emballages en papier ;
- 17.22Z : fabrication d’articles en papier à usage sanitaire ou domestique ;
- 17.23Z : fabrication d’articles de papeterie ;
- 17.24Z : fabrication de papiers peints ;
- 17.29Z : fabrication d’autres articles en papier ou en carton.

### Droit
- arrêté ministériel 2 avril 2000 industrie papetière, sur la base Aida de l'Ineris